# Drachselsried
Drachselsried è un comune tedesco di 2 353 abitanti, situato nel land della Baviera.